# Ерофеева, Зоя Ефимовна
Зо́я Ефи́мовна Ерофе́ева (21 февраля 1920, Лысково, РСФСР — 9 августа 2007, Арзамас, Россия) — советский музейный работник, краевед, основатель трёх музеев, заслуженный работник культуры РСФСР (1978), почётный гражданин города Арзамаса (1999).

## Биография
Родилась в Лысково в многодетной семье, отец работал адвокатом. Зоя оказалась в детском доме после смерти отца, который скончался, когда девочке было три года. Таким поступком она хотела помочь семье, оставшейся без кормильца. После детского дома училась в фабрично-заводском училище в Выксе, окончив которое, стала работать на Выксунском заводе дробильно-размольного оборудования инструментальщицей. Когда началась война, вступила в партию. Была первым секретарём Выксунского районного комитета комсомола. Затем занимала должность заместителя директора школы ФЗО по политической части. Окончив Горьковскую межобластную высшую партийную школу (факультет журналистики), получила направление на работу в Выксунскую редакцию радиовещания, где в 1952 году стала работать редактором. В связи с образованием Арзамасской области получила перевод в областной отдел радиофикации, став начальником этого отдела и проработав на этой должности до 1957 года.На посту директора Арзамасского краеведческого музея, куда она получила назначение в 1959 году, Ерофеева стала хлопотать об открытии в Арзамасе музея Гайдара. Придя в Арзамасский горисполком, 
она высыпала на стол гору писем. На всех конвертах было написано: «Музею Гайдара». «Люди даже представить себе не могут, что у нас нет такого музея», – сказала она. Так начался музей Гайдара.
 Благодаря большой организационной работе Ерофеевой и её настойчивости в 1964 году был открыт мемориально-бытовой музей писателя, а в 1967 году — его литературный музей. Первые годы Ерофеева возглавляла музей на общественных началах, получив официальное назначение на должность директора в 1970 году. Ещё одним музеем, открытым в 1982 году благодаря Ерофеевой, стал музей А. М. Горького.
Вспоминая её общественную деятельность, отмечают, что, она была лектором общества «Знание», общественным корреспондентом газеты «Советская Россия» по Арзамасскому району, а с 1960 года председателем Арзамасского городского отделения и членом президиума Горьковского областного отделения Всероссийского общества охраны памятников истории и культуры. 
Зоя Ефимовна Ерофеева скончалась 9 августа 2007 года на 88-м году жизни, «оставив прекрасную память о себе как о человеке, краеведе, основателе музеев».

## Общественная деятельность Ерофеевой
Получив в 1959 году назначение на должность директора Арзамасского краеведческого музея, она в поисках новых экспонатов обошла «пешком почти весь Арзамасский район». Музею отдали здание бывшей Ильинской церкви, в которой до этого размещались мастерские и от которой остались только стены. При Ерофеевой в музее появились картины учеников А. В. Ступина, образцы золотого и серебряного шитья, другие предметы новых коллекций.

В 1964 году 22 января в день рождения А. П. Гайдара начал работу мемориально-бытовой музей писателя, директором которого тоже стала Ерофеева. Музей разместился в доме, где прошло детство писателя. Благодаря кропотливой работе удалось воссоздать обстановку дома, расставить найденные вещи так, как они когда-то стояли в прошлом. Сын писателя Т. А. Гайдар отмечал:
Большинство вещей подлинные. Часть из них так и оставалась в Арзамасе, другие, попутешествовав по стране, десятилетия спустя вернулись стараниями создателя и бессменного директора музея Зои Ефимовны Ерофеевой.

В 1967 году Ерофеева возглавила литературный музей Гайдара, которым (как и мемориально-бытовым) руководила на общественных началах. В 1970 году она была официально утверждена в должности директора музея, который «получил статус государственного». Сегодня это музейный комплекс «Литературно-мемориальный музей А. Гайдара». Б. Н. Камов писал: 
При Арзамасском государственном литературно-мемориальном музее А. П. Гайдара (им руководила Зоя Ефимовна Ерофеева, удостоенная награды ЦК ВЛКСМ — «Знака А. П. Гайдара») работа велась по трем направлениям: тимуровская помощь, школа юных экскурсоводов-гайдароведов, художественное воспитание детей в «собственном» театре «Светлячок».
В 1978 году награждена почётным званием «Заслуженный работник культуры РСФСР». А в 1982 году открылся музей М. Горького, инициатором открытия которого была Ерофеева. Она же стала и его директором. Елена Ванслова называла Зою Ефимовну Ерофееву «генералом музейного дела».

Отмечая богатый культурно-просветительский потенциал Арзамаса, в качестве одной из его составляющих называют музеи. К их числу относят историко-художественный музей, мемориально-бытовой дом-музей А. П. Гайдара, литературный музей А. П. Гайдара, мемориальный музей М. Горького и др.. Э. Рязанов после встречи в Арзамасе с З. Е. Ерофеевой и другими сотрудниками музея Горького оставил в Книге почётных гостей запись:
Огромное сердечное спасибо замечательным женщинам, хранящим память об истории Арзамаса, Нижегородского края, Отечества и о великом русском писателе Алексее Максимовиче Горьком… Вы потрясающие, влюблённые в свою работу люди!… Именно благодаря таким энтузиастам не прервалась наша связь с прошлым страны.
 В 1999 году Ерофеевой было присвоено звание «Почётный гражданин города Арзамаса». Инициатор и создатель трёх музеев в городе, она стала «последним лауреатом уходящего XX века».

## Награды и звания
- Медаль «За доблестный труд в Великой Отечественной войне 1941—1945 гг.» (1945)
- Медаль «За доблестный труд в ознаменование 100-летия со дня рождения В. И. Ленина» (1970)
- Юбилейная медаль «Тридцать лет Победы в Великой Отечественной войне 1941—1945 гг.» (1975)
- Медаль «Ветеран труда»
- Знак А. П. Гайдара
- Заслуженный работник культуры РСФСР (1978)
- Почётный гражданин города Арзамаса (1999)[13]